# Calist I al Constantinopolului
Sfântul Calist I  (n. secolul al XIII-lea – d. august 1363, Constantinopol, Imperiul Roman de Răsărit) a fost ales ca patriarh al Constantinopolului în două etape cronologice: prima etapă în perioada 10 iunie 1350 - noiembrie 1353 și a doua etapă în perioada ianuarie 1355 - august 1363. Lucrarea lui de referință în domeniul religiei apare în vol. VIII din Filocalia.
1. 1 2  Czech National Authority Database, accesat în 29 ianuarie 2023
2. ↑  Czech National Authority Database, accesat în 1 martie 2022